# Villarroya de la Sierra
Villarroya de la Sierra là một đô thị ở tỉnh Zaragoza, Aragon, Tây Ban Nha. Theo điều tra dân số 2004 của Viện thống kê Tây Ban Nha (INE), đô thị này có dân số là 622 người. Diện tích đô thị này là 91 ki-lô-mét vuông. Đô thị này nằm ở độ cao 752 m trên mực nước biển.